# Gerzée
Les Gerzéens étaient un peuple nomade d'origine couchite qui furent parmi les plus anciens habitants connus de la Nubie. Leur culture déclina aux alentours du XXVIIIe siècle avant notre ère.
Ils font partie, avec les Badariens et les Amratiens, des civilisations du « groupe A ». Ils étaient à l'origine un peuple nomade, et s'installèrent en Nubie pour devenir éleveurs, s'occupant de moutons, de chèvres et de quelques vaches.
Ils se distinguent par leurs poteries et leurs rites funéraires très différents de ceux des Égyptiens.